# パトリック・ルー
パトリック・ルー（フランス語: Patrick Roux、1962年4月29日 - ）は、フランスのアレス出身の柔道選手。階級は60kg級。身長172cm。段位は6段。2015年現在はロシアナショナルチームのコーチを務めている。

## 人物
1984年のヨーロッパ選手権60kg級で3位になった。世界学生では3位だった。1985年からヨーロッパ選手権で2年連続3位になった。1986年の世界学生では2位となった。1987年のヨーロッパ選手権で優勝すると、地中海競技大会でも優勝を飾った。世界選手権では銅メダルを獲得した。1988年のヨーロッパ選手権で2位になるが、ソウルオリンピックでは5位に終わりメダルを獲得できなかった。

## 主な戦績
- 1982年 - フランス国際　2位
- 1983年 - ルーマニア国際　優勝
- 1984年 - ヨーロッパ選手権　3位
- 1984年 - 世界学生　3位
- 1985年 - ヨーロッパ選手権　3位
- 1986年 - オランダ国際　優勝
- 1986年 - ヨーロッパ選手権　3位
- 1986年 - 世界学生　2位
- 1987年 - フランス国際　2位
- 1987年 - ハンガリー国際　優勝
- 1987年 - ヨーロッパ選手権　優勝
- 1987年 - 地中海競技大会　優勝
- 1987年 - 世界選手権　3位
- 1988年 - ヨーロッパ選手権　2位
- 1988年 - ソウルオリンピック　5位